# 伊丹廃寺跡
伊丹廃寺跡（いたみはいじあと）とは兵庫県伊丹市緑ケ丘にある、奈良時代から鎌倉時代にかけての仏教寺院遺跡である。国の史跡に指定されている。

## 概要
当地に古代寺院跡があることは近世から知られており、礎石や瓦が発掘されていた。1958年（昭和33年）に塔の水煙が出土したのを契機に、以降8年間にわたり発掘調査が行われた。調査は高井悌三郎を調査主任に、甲陽史学会、京都大学考古学研究会、神戸大学考古学研究会、他の協力で行われた。その結果、東に金堂、西に五重塔を配し、これらを回廊が囲む伽藍配置や規模が法隆寺とほぼ同等の寺院であり、奈良時代前期の創建と推定された。回廊外の北隣の陸上自衛隊伊丹駐屯地敷地にまたがって講堂らしい建物跡が、また、伽藍の東隣にも創建と同時期の建物郡跡が確認されている。現在、金堂と五重塔の基壇を復元整備し、史跡公園として市民に開放されている。

## 文化財
- 伽藍跡一帯が1966年（昭和41年）3月22日、国の史跡に指定されている。
- 水煙、塼仏、瓦等の出土品は兵庫県の有形文化財に指定され、伊丹市立博物館に収蔵されている。

## 交通
- 伊丹市営バス31系統（阪急伊丹駅・JR伊丹駅発）県高前下車すぐ